# Lac Lucero
Le lac Lucero (en anglais : Lake Lucero) est une playa américaine dans le comté de Doña Ana, au Nouveau-Mexique. Il est situé à 1 186 mètres d'altitude au sein des White Sands, dans le parc national des White Sands.